# ريتشارد تومسون (لاعب كريكت)
ريتشارد تومسون (19 أكتوبر 1938 في المملكة المتحدة - ) (بالإنجليزية: Richard Thomson)‏ هو لاعب كريكت بريطاني. لعب مع نادي مقاطعة ساسكس للكركيت ‏ ونادي جامعة كامبريدج للكريكيت ‏.

## وصلات خارجية
- ريتشارد تومسون على موقع إي آس بي آن كريك إنفو (الإنجليزية)